# Record du Maroc de natation dames du 4 × 50 mètres 4 nages
Cet article présente l'évolution du record du Maroc de natation dames du 4 × 50 mètres 4 nages.

## Bassin de25 mètres
| Temps         | Laps | Athlète              | Naissance | Âge | Club | Compétition          | Lieu  | Date           |
| ------------- | ---- | -------------------- | --------- | --- | ---- | -------------------- | ----- | -------------- |
| 2 min 37 s 00 |      |                      |           |     | ADM  |                      | Fès   | 9 juillet 2006 |
|               |      | Marwa El Banar       |           |     |      |                      |       |                |
|               |      | Imane Zednane        |           |     |      |                      |       |                |
|               |      | Sofia Firas          |           |     |      |                      |       |                |
|               |      | Ikram Oussi          |           |     |      |                      |       |                |
| -----         |      |                      |           |     |      |                      |       |                |
| 2 min 21 s 25 |      |                      |           |     | USCM | Critérium régional 3 | Rabat | 16 mai 2010    |
|               |      | Narjise El Massnaoui |           |     |      |                      |       |                |
|               |      | Houda Salek          |           |     |      |                      |       |                |
|               |      | Fadwa Salek          |           |     |      |                      |       |                |
|               |      | Yasmine El Massnaoui |           |     |      |                      |       |                |